# Sus barbatus
O Javali-barbado (Sus barbatus) é uma espécie de suídeo asiático selvagem, reconhecida por sua proeminente "barba". Habita as florestas tropicais e mangues das Filipinas (Palawan, Balabac e ilhas Calamian), Sumatra, Ilha Banka, Arquipélago de Rhio, Malásia e Bornéu .